# Myrmecoscaphiella borgmeyeri
Myrmecoscaphiella borgmeyeri är en spindelart som beskrevs av Cândido Firmino de Mello-Leitão 1926. 
Myrmecoscaphiella borgmeyeri ingår i släktet Myrmecoscaphiella och familjen dansspindlar. Inga underarter finns listade i Catalogue of Life.